# 公式小說

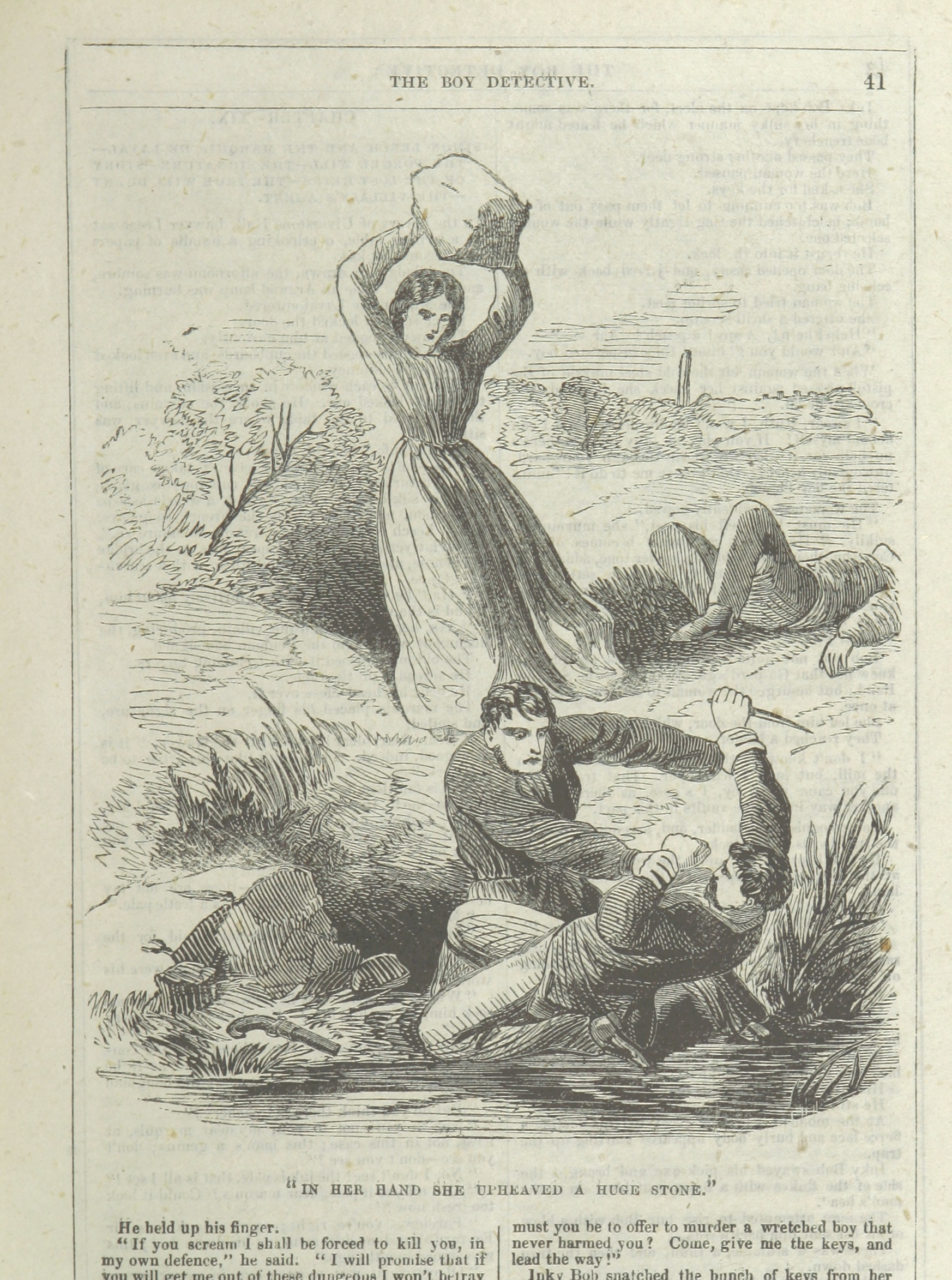
男孩侦探笔记本的戏剧性插图

在流行文化中，公式小說是指故事主線和情節已被使用了很多次，而使得故事變得可預料的一種文學。「公式小說」多被使用在文學評論之中，帶有意指其缺乏原創性的些微輕蔑。
公式小說和類型小說很類似。一部小說被稱做是類型小說，基本上是意指其設計、內容、陳述和/或手法等早就被使用了許多回了。而被稱為公式小說，則是指這部小說裡的情節、情節裝置和定型角色等都已很陳腔爛調了之意。
如主流奇幻、西部牛仔劇和科幻小說中的太空歌劇等類型都有一些特定的設計，如地點都在美國初期的西方，或都在外太空當中。更深入一點來看，某些已定型的背景設計即會包含整個故事中某些可預測的元素的本質和用途，如在主流奇幻之中的龍的出現、在科幻小說中的曲速引擎、以及在西部牛仔劇裡的正午對決。這種設計都被歸類為類型中的慣例，而不會再讓讀者有什麼新奇的感覺。
公式小說則主要是定義在故事架構的可預測上。如校園小說、美國猶太文學或垮掉的一代等類的小說即由許多陳腔爛調的情節組成，所以通常都很容易閱讀。或許很清楚的公式情節是浪漫喜劇之類的情節吧！若一本書或一部電影被歸類為浪漫喜劇，讀者們大多在觀看之前，便已經知道其內容基本的情節了。

## 另見
- 電影類型

## 外部連結
- The "Basic" Plots in Literature